# Ragazze, il mostro è innamorato
Ragazze, il mostro è innamorato (Big Man on Campus) è un film del 1989 diretto da Jeremy Kagan, liberamente tratto dal romanzo di Victor Hugo Notre-Dame de Paris.

## Trama
Un ragazzo gobbo viene scoperto a vivere in totale isolamento nella torre dell'UCLA. Mentre un team di dottori ha la missione di studiarlo, il ragazzo socializza con gli studenti e diventa una star del campus.